# پالوتس

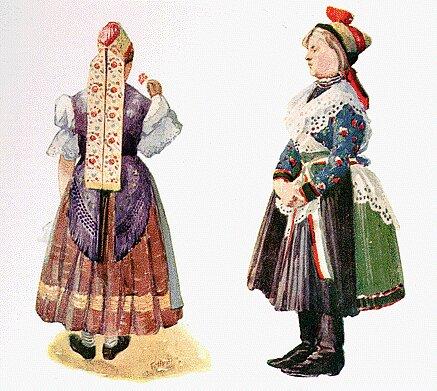
زنان با لباس سنتی پالوتس

پالوتْس (مجاری: Palóc) نام زیرگروهی از گروه قومیتی مجارها در مجارستان شمالی و جنوب اسلواکی است. مردم پالوتس، در حالی که آداب ویژهٔ خود را دارند، از جمله گویش مختلفی از زبان مجاری، در توافق عام گروهی از قومیت مجاری هستند. با وجود ریشه‌های مبهم، ظاهراً پالوتس‌ها ارتباطاتی با قبیله‌های خزر، پچنگ، کومان و به‌ویژه با آوارها دارند. آثار کالمان میکسات، در سال ۱۸۸۲ به این مردم برجستگی نویی بخشید. روستای پالوتس هولوکو به دلیل حفاظت از معماری سنتی پالوتس و بهره‌گیری از زمین، در سال ۱۹۸۷ به عنوان یک میراث جهانی یونسکو برگزیده شد.